# Pont de la Constitution
Pour l’article homonyme, voir Pont de la Constitution de 1812.
Le pont de la Constitution (Ponte della Costituzione en italien, di  Calatrava pour les Vénitiens) est le dernier des quatre ponts construit sur le Grand Canal de Venise. Il relie les quartiers de Cannaregio et de Santa Croce.
Il a été inauguré le 11 septembre 2008 et est dû à l'architecte espagnol Santiago Calatrava Valls.

## Planification
En juin 1999, la municipalité de Venise a élaboré un plan préliminaire pour la construction d'un quatrième pont sur le Grand Canal. Par la procédure du marché public, elle a commandé la conception du nouveau pont à Santiago Calatrava en novembre 1999. Le projet de Calatrava est un pont en arc avec un grand rayon qui a été conçu pour être construit hors du site et installé entièrement par-dessus le canal.

## Conception
Le pont est voûté avec un rayon de 180 mètres, un arc central, deux arcs latéraux et deux arcs inférieurs. Les solives sont placées perpendiculairement aux arcades pour les réunir. Les poutres sont constituées de tubes d'acier et des plaques, qui forment des structures fermées. Le tablier du pont est en verre, l'arc en acier et les culées en béton armé. La portée principale est de 79,72 m, et la longueur totale du pont de 88 m. Sa largeur varie entre 9.38 et 17,68 m.
L'armature interne de la passerelle est visible en examinant une pièce de section exposée en plein air près de la mer entre le quartier général des chemins de fer et de la direction de la gare de Venise-Santa-Lucia.
Une fois construit, le pont a été déplacé et mis en place par une grande péniche (reliant Stazione di Santa Lucia à la Piazzale Roma) en 2007. Il a été ensuite terminé en 2008.

## Controverse
Le pont a reçu des critiques virulentes et a vu son inauguration retardée avec des débrayages, qui provenaient de trois griefs principaux : le manque d'accès en fauteuil roulant, l'absence de nécessité et son style minimaliste et moderniste, incompatible avec la représentation médiévale de Venise.
Le pont possède de nombreuses marches ce qui signifie que les personnes âgées ont du mal à y monter et les fauteuils roulants sont exclus du passage. En raison des protestations, un système de remontées mécaniques sera finalement installé en 2010, mais avec des coûts importants, car il ne faisait pas partie de la conception originale.
La mise en place d'un nouveau pont à un simple jet de pierre du pont des Déchaussés  (Ponte degli Scalzi) a également été controversé, puisque les distances entre Scalzi et le pont du Rialto ou du pont de l'Académie sont de plusieurs fois plus longues. Il n'y a pas non plus de connexion permanente entre Venise avec sa densité de population et l'île de Giudecca, bien qu'un tunnel ait été proposé, promettant un meilleur accès pour les touristes et les résidents.

## Source
- http://fr.structurae.de, « Ponte della Costituzione » (consulté le 13 août 2009)

- (en) Cet article est partiellement ou en totalité issu de l’article de Wikipédia en anglais intitulé « Ponte della Costituzione » (voir la liste des auteurs).